# 唐寶雲
唐寶雲（英語：Tang Pao-Yun，1944年—1999年5月14日），臺灣女演員，生於湖南壽安。1948年隨父親部隊自廣州遷台，自此定居於苗栗縣卓蘭鎮。
1967年因結婚而退出影壇，赴美定居。而又在1971年回國拍攝李行執導的《秋決》復出影壇。1980年與丈夫離婚，轉而從商，但亦有戲劇演出。

## 生平
- 1960年唐寶雲就讀於苗栗農校時期曾報名電懋演員招考，但並無錄取。於是又在1961年參加中影演員訓練班，順利錄取，因而成為中影所簽約的基本演員。
- 1962年唐寶雲拍攝處女作《颱風》出乎意料的受歡迎，也因此片獲得第1屆金馬獎『最佳女配角』和亞洲影展『最佳女配角』獎項肯定。
- 1964年唐寶雲演出的《養鴨人家》更是將其推上當年最受歡迎女明星之列。片中唐寶雲詮釋鄉下養鴨孝順的小女孩，其自然生動的演技使她有了「養鴨公主」稱號，使她成為中影之招牌明星。
- 1965年至1967年接拍了不少由李行、白景瑞執導的電影，皆獲得不錯的評價。1967年與畫家戚維義結婚，退出影壇赴美定居，告別如日中天的演藝生涯。
- 1971年應李行邀請回國拍攝《秋決》，復出影壇。
- 1972年至1979年接拍了許多不同類型的電影，文藝片、喜劇片、武俠片、神怪片皆有涉略。
- 也曾參與電視節目的演出，主持華視《一二三大家看》。
- 1980年與戚維義離婚，轉行從商，但仍無法忘情於表演，參加華視連續劇《鐵膽柔情》的演出。
- 1981年演出《看見你就笑》，並主持中視第18屆金馬獎特別節目《金馬奔騰十八年》。
- 1983年演出胡金銓執導的《天下第一》，自此息影。
- 1987年因精神狀態不穩定，引發各界關切。1988年住進台北榮總療養。
- 1990年代初，住進宏濟神經精神科醫院療養。
- 1999年5月14日因突發性心律不整，病逝於台北耕莘醫院，享年55歲。

## 作品

### 電影
- 《颱風》1962
- 《秦·始皇帝》1962
- 《海灣風雲》1963
- 《養鴨人家》1964
- 《黑森林》1964
- 《婉君表妹》1965
- 《尋夢園》1966
- 《還我河山》1966
- 《我女若蘭》1966  飾 孟若蘭成年
- 《第六個夢》（又名《春盡翠湖寒》）1967
- 《寂寞的十七歲》1967
- 《呂布與貂蟬》1967
- 《忘不了你》1968
- 《喜怒哀樂》1970
- 《晚秋》1972
- 《誰家母雞不生蛋》1972
- 《心願》1972
- 《黃埔灘頭》1972
- 《小雨》1972
- 《風從哪裡來》1972
- 《秋決》1972
- 《蝶戀花》1973
- 《一家人》1973
- 《雙鳳飛》1973
- 《我是中國人》1973
- 《試婚》1973
- 《雷風雨》1973
- 《初戀在台北》1973
- 《糊塗大將軍》1973
- 《煙雨斜陽》1973
- 《雲飄飄》1974
- 《雨中行》1974
- 《東邊晴時西邊雨》1974
- 《初戀》1974
- 《大追蹤》1974
- 《陰陽界》1974
- 《自然》1975
- 《夢之湖》1975
- 《女兵日記》1975
- 《南俠展昭》1976
- 《飄香劍雨》1977
- 《密宗神腿》1977
- 《白玉京》1977
- 《鼓鬼劍狼煙》1977
- 《蛇郎君》1978
- 《張天師收妖》1978
- 《陳靖姑臨水平妖》1978
- 《一顆紅豆》1979
- 《劍斷情絕江湖客》1979
- 《要命的小方》1979
- 《冰點》1979
- 《看見你就笑》1981
- 《天下第一》1983

## 得獎作品
| 年份   | 獲提名   | 獎項                     | 結果 |
| ------ | -------- | ------------------------ | ---- |
| 1962年 | 《颱風》 | 第一屆金馬獎最佳女配角   | 獲獎 |
| 1962年 | 《颱風》 | 第九屆亞洲影展最佳女配角 | 獲獎 |

## 外部連結
- 唐寶雲生平簡介
- 唐寶雲在互联网电影资料库（IMDb）上的資料（英文）
- 唐寶雲在香港影庫上的簡介
- 唐寶雲在豆瓣上的资料（简体中文）
- 唐寶雲在时光网上的簡介（简体中文）
- 中文電影資料庫─唐寶雲（页面存档备份，存于）